# جائزة ستامفورد رافلز
جائزة ستامفورد رافلز هي جائزة ممنوحة من جمعية علم الحيوان في لندن. وتُمنح «للمساهمات المتميزة في علم الحيوان، وهي مفتوحة لعلماء الحيوان الهواة أو لعلماء الحيوان المتخصصين تقديرًا لمساهماتهم التي هي خارج نطاق أنشطتهم المهنية وتخصصهم الرئيسي.»

## قائمة الفائزين

### القرن العشرين
- 1961 الدكتور وليام ساير بريستو لمساهماته في علم العنكبوتيات
- 1962 الدكتور ريجينال إيرنيست مورو لمساهماته في علم الطيور
- 1963 سيريل وينثروب ماكوورث بريد لمساهماته في علم الطيور
- 1964 سي دبليو رايت لمساهماته في علم المتحجرات
- 1965 الدكتور إرنست نيل لمساهماته في علم الثدييات والحشرات
- 1966 السيد الموقر إي إيه أرمسترونغ لمساهماته في علم الطيور
- 1967 الدكتور ماكسويل سافاج لمساهماته في علم البرمائيات
- 1968 السيد جاي مونتفورت لإسهاماته في دراسة التاريخ الطبيعي
- 1969 السيد أر إيه جوب لمساهماته في علم الأسماك بجنوب إفريقيا
- 1970 السيد دي آر روزفير تقديرًا لمساهماته في معرفة التعدد الحيواني الثديي في غرب أفريقيا
- 1971 السيد بي بي هال لعمله على التصنيف والجغرافيا الحيوانية للطيور الإفريقية
- 1972 الدكتور إل جي هيجنز للمساهمات البارزة في معرفة حرشفيات الأجنحة
- 1973 السيد جي إتش لوكيت لمساهماته في علم العنكبوتيات
- 1974 السيد إيه إي إليس لمساهماته في دراسة الرخويات
- 1975 المقدم جيه إن إليوت تقديرًا لعمله التصنيفي المميز على حرشفيات الأجنحة، وخاصة أسرة ليكانيدا
- 1977 السيد ستانلي كرامب لمساهماته في علم الطيور
- 1978 السيد جوناثان كينجدون لمساهماته في دراسة ثدييات شرق أفريقيا
- 1979 السيد إس إم تورك لمساهماته في دراسة الحياة البحرية لفرس البحر والرخويات
- 1980 الدكتور إي إتش إيسون للعمل المتميز على تصنيف مئويات الأقدام (أم أربع وأربعين)
- 1981 المقدم إيه إم إيميت لعمله على حرشفيات الأجنحة الدقيقة
- 1982 السيد أر إم جامبيل للعمل المتميز على اليعسوبيات
- 1983 الرائد دبليو دي جالاغر لمساهماته في علم الطيور في الجزيرة العربية
- 1984 الدكتور دبليو جي لو كويسن لعطائه المتميز في التصنيف وبيولوجيا نصفيات الجناح
- 1985 الدكتور إيه إف ميليدج لمساهماته المتميزة في علم العنكبوتيات
- 1987 السيدة فيونا جينيس لمساهماتها في علم البحث عن الغزلان الحمراء في الجزر البريطانية
- 1988 السيد دبليو إف إتش أنسيل لمساهماته في معرفة تصنيف وتوزيع الثدييات الإفريقية
- 1989 الرائد كيه دبليو إنجلاند للمساهمة في تصنيف شقائق البحر في المياه الاستوائية
- 1990 الدكتور دي إل هاريسون لمساهماته المتميزة في دراسة الثدييات
- 1992 الدكتور جي دي سومرز سميث لعمله الشهير العالمي على العصافير
- 1993 الدكتور دبليو آر بي بورن لمساهماته في دراسة الطيور البحرية
- 1994 السيدة جيه هال كراجس لمساهماتها طويلة الأمد في وصف تغريد الطيور
- 1996 السيدة نورما تشابمان لمساهماتها البارزة في معرفة الغزلان في بريطانيا
- 1998 الدكتور كليف كيرفووت للبحوث المتميزة في علم الوراثة على الريش
- 1999 السيد إدوارد ماكس نيكلسون لمساهماته على مدى حياته للحفاظ على الحيوانات

### القرن الحادي والعشرون
- 2001 الدكتور نورمان دبليو مور|نورمان مور لبحثه في البيئة وسلوك اليعسوبيات
- 2002 السيد توماس جونز روبرتس لتعزيزه فهمنا للحياة البرية في باكستان
- 2003 السيد كريستوفر دو فو لمساهماته في علم الطيور
- 2005 السيد بيتر جروب (خبير في علم الحيوان)
- 2006 بيتر تشاندلر لمساهماته في معرفتنا لذوات الجناحين الأوروبية
- 2007 السيد تيد بنتون لمساهماته في معرفتنا للنحل والفراشات واليعاسيب
- 2009 السيد بوب سوان لمساهماته في علم الطيور